# Olios annandalei
Olios annandalei là một loài nhện trong họ Sparassidae.
Loài này thuộc chi Olios. Olios annandalei được Eugène Simon miêu tả năm 1901.